# Черногърла муния
Черногърлата муния (Lonchura kelaarti) е вид птица от семейство Астрилдови (Estrildidae).

## Разпространение
Видът е разпространен в Индия и Шри Ланка.